# بيرسي ريد
بيرسي ريد (بالإنجليزية: Percy Reed)‏ (5 ديسمبر 1890 بشفيلد في المملكة المتحدة - 4 أغسطس 1970 بشفيلد في المملكة المتحدة) هو لاعب كرة قدم بريطاني (وحمل سابقاً جنسية المملكة المتحدة لبريطانيا العظمى وأيرلندا) في مركز الوسط. لعب مع شيفيلد وينزداي ونادي تشيسترفيلد ونادي دونكاستر روفرز ونادي يورك سيتي ودنابي يونايتد.